# Babine Kuće
Babine Kuće (olaszul: Porto Fontana) falu Horvátországban, Dubrovnik-Neretva megyében. Közigazgatásilag Mljethez tartozik.

## Fekvése
Dubrovnik városától légvonalban 62 km-re északnyugatra, községközpontjától légvonalban 17, közúton 22 km-re északnyugatra, Mljet szigetének nyugati részén, a Mljet Nemzeti Park területén, a Veliko jezero északi partján található. 2006-ig önálló településnek számított, ma hivatalosan Goveđari része, melytől 400 méterre nyugatra fekszik.

## Története
Babine Kuće a sziget legfiatalabb települései közé tartozik. Helyén eredetileg Goveđari halászainak tárolóépületei álltak, ahol hálóikat és bárkáikat tartották. Goveđari ugyanis a sziget nyugati részének egyetlen olyan települése, amely nem a tengerparton fekszik. Babine Kuće csak a 19. század közepén vált önálló településessé, amikor az első állandó lakosok ide költöztek. Az első ide költőző család az Osojnikról érkezett Vojvoda családja volt, aki a babino poljei Ivan Čumbelić lányát vette feleségül. Babine Kuće 2006-ig volt önálló település, azóta ismét Goveđari részét képezi.

## Népesség
A település lakosainak száma pontosan nem ismert,  mivel Goveđarihoz számítják. Becslés szerint ma mintegy 30 lakos él itt.

## Nevezetességei
Njivice (olaszul: Gnivizze) a Babine Kuće felé vezető út mellett található. A kis falu 1936 óta létezik. Itt nyílt meg 1936-ban Mljet első szállodája a Jezero, melyet négy testvér, Nikola, Antun, Mato és Ivo Stražičić épített. Ebben a szállodában szállt meg Josip Broz Tito az ország akkori elnöke, amikor 1958-ban a szigetre látogatott. Ma az épület zárva van. Njivicén ma csak a Stražičić család él.

## Gazdaság
A település egy termékeny mező a Pomjente közelében fekszik. A lakosság ezért régen főként a mezőgazdaságból és a halászatból élt. Ma már a turizmus képezi a fő megélhetési forrást, emellett továbbra is megmaradt a mezőgazdaság és a halászat. A turizmus fellendülése főként a közeli Szűz Mária sziget és kolostora nagy látogatottságának köszönhető.

## Fordítás
Ez a szócikk részben vagy egészben  a   Babine Kuće című horvát Wikipédia-szócikk ezen változatának fordításán alapul.  Az eredeti cikk szerkesztőit annak laptörténete sorolja fel. Ez a jelzés csupán a megfogalmazás eredetét és a szerzői jogokat jelzi, nem szolgál a cikkben szereplő információk forrásmegjelöléseként.